# Michael Paraire
Pour les articles homonymes, voir Paraire.
Michael Paraire, né à Paris le 4 août 1976, est un philosophe matérialiste et éditeur français.

## Philosophe

### Auteur
Michael Paraire est l'auteur d'une histoire de la philosophie fondée sur l'évolution des sciences, Comprendre les grands philosophes, ainsi que d'une histoire des femmes philosophes modernes : Femmes philosophes, femmes dissidentes. En collaboration avec son père, Philippe Paraire, il a publié La Révolution libertaire, une anthologie de textes de Proudhon, Bakounine et Kropotkine, donnant à redécouvrir les idées qui ont influencé la Révolution espagnole de 1936. Son ouvrage Michel Onfray, une imposture intellectuelle, a déclenché une polémique dont plusieurs journaux se sont fait l'écho.

### Cours et conférences
En 2012, il donne une conférence à l'université du temps libre de Paimpol, « Voyage au pays des grands philosophes ou la philosophie expliquée par les sciences, ».

### La controverse de Balma
Du 11 au 14 avril 2013 ont lieu à Balma les Rencontres du livre du vin organisées par la municipalité et l'Association Toulouse/Écrivains francophones. Michel Onfray est alors président d'honneur de ces rencontres. Le 13 avril une table ronde ayant pour thème « Camus, aujourd’hui » est perturbée à la suite du refus de Michel Onfray d'intervenir en présence de Michael Paraire, invité pour ses ouvrages d'histoire de la philosophie,. Alors que la discussion est sur le point de débuter, les organisateurs demandent à Michael Paraire de quitter l’estrade, Michel Onfray refusant de débattre en sa présence. 
Jean-Antoine Loiseau, directeur éditorial des rencontres, explique à Frédéric Pagès dans Le Canard enchaîné que Paraire avait été invité pour son livre Comprendre les grands philosophes et non pour Michel Onfray, une imposture intellectuelle, que Paraire avait publié quinze jours seulement avant l'événement, qui plus est sans l'en avertir. De fait, Onfray refuse de dialoguer avec quelqu'un qui le traite explicitement d'imposteur. « Quand Onfray aperçoit Paraire, […] il s'indigne au micro : « Je suis venu ici par amitié pour vous (le public), pas pour discuter avec quelqu'un qui me traite d'imposteur » ». À quoi Paraire répond qu'il ne s'est pas caché pour dédicacer son nouveau livre la veille.
Michael Paraire tient néanmoins à participer au débat sur Albert Camus. Michel Onfray use alors de sa notoriété, relève Le Canard enchaîné, pour faire exclure, selon Antonio Fischetti, son contradicteur. Le maire de la ville, Alain Fillola, appuie  Onfray et dénie à Paraire le droit de débattre,. Face à l’hostilité d'une partie du public, Paraire se retire, non sans dénoncer « un acte de censure inadmissible », avis que partage Benoît Schneckenburger.

### Les recherches récentes
Depuis 2013, Michael Paraire a poursuivi son travail de recherche sur les grands textes oubliés de la littérature mondiale. Il a notamment publié un recueil de textes choisis et commentés du grand orateur de l’Antiquité, Démosthène, intitulé Démosthène l’orateur de la liberté, une anthologie de quelques-unes des plus belles citations poétiques et philosophiques sur l’amour, 1000 pensées philosophiques sur l’amour ainsi qu’un regroupement de trois textes de Benjamin Franklin, Edgar Allan Poe, et Nicolas Fréret sur le jeu d’échecs, Trois essais sur le jeu d’échecs. La sortie de cette publication a été l’occasion de réaliser une émission spéciale sur Fréquence diagonale, la radio spécialisée sur les échecs, avec son animateur principal Stéphane Laborde.
À l’occasion du centenaire de l’année Rodin, il a écrit un livre d’histoire de l’art et de philosophie esthétique comparée, Rodin et Maillol, le sublime et le beau, illustré par sa sœur Cécilia Paraire, artiste peintre et professeur d’arts plastiques. Cet ouvrage original a pour objectif de permettre une compréhension, en profondeur, de la spécificité de l’art des deux grands sculpteurs.

## Éditeur
Michael Paraire a cofondé les Éditions de l'Épervier en 2010,. En tant que directeur de collection, il a été régulièrement invité par Canal Académies,,, la radio de l'Institut de France.

## Publications
- 20 Philosophes pour le bac et après, Le Temps des cerises, 2002
- Femmes philosophes, femmes d'action[24], Le Temps des cerises, 2004
- Le Manifeste de l'égalité, Éditions Bérénice, 2005
- Proudhon : Bakounine : Kropotkine. La Révolution libertaire, Noisy-le-Sec, Le Temps des cerises, 2008, 2e édition en 2012, 244 p. (ISBN 978-2-36194-004-1, BNF 42448017)
- La Bibliothèque anarchiste, Éditions du Monde libertaire, 2009 (ISBN 978-2-915514-29-2 et 2-915514-29-1)
- Comprendre les grands philosophes[25], Éditions de l'Épervier, 2011, édition revue et augmentée en 2012 (ISBN 978-2-36194-014-0 et 2-36194-014-0)
- Femmes philosophes, femmes dissidentes, Éditions de l'Épervier, 2012 (ISBN 978-2-36194-016-4 et 2-36194-016-7)
- Au cœur de la Révolution française[26], Éditions de l'Épervier, 2012 (ISBN 978-2-36194-017-1 et 2-36194-017-5)
- Michel Onfray, une imposture intellectuelle[27], Éditions de l'Épervier, 2013 (ISBN 978-2-36194-018-8 et 2-36194-018-3)
- Démosthène, l'orateur de la liberté, Éditions de l’Épervier, 2015,  (ISBN 978-2-361-94026-3)
- 1000 pensées philosophiques sur l'amour, Éditions de l’Épervier, 2016,  (ISBN 978-2-361-94027-0)
- Trois essais sur le jeu d'échecs, Éditions de l’Épervier, 2016,  (ISBN 978-2-361-94030-0)
- Rodin et Maillol, le sublime et le beau, Éditions de l’Épervier, 2017,  (ISBN 978-2-361-94031-7)

#### Articles
- François-Ronan Dubois, « Michael Paraire, Femmes philosophes, femmes dissidentes », Lectures, Les comptes rendus, 21 décembre 2012 (texte intégral).
- Jean-Guillaume Lanuque, « Michael Paraire, Michel Onfray : une imposture intellectuelle », Dissidences, 25 mai 2013.
- ab9-5 et Thibault Scohier, « Le défi du suranarchisme : un entretien avec Michael Paraire », Diffractions, 22 août 2013.
- Manuel Moreau, « Mille pensées avant la Saint-Valentin », Causeur, 12 février 2016.
- Stéphane Laborde, « Entretiens autour de Trois essais sur le jeu d'échecs », Fréquence diagonale tv, janvier 2017.